# Kolloid-Gesellschaft
Die Kolloid-Gesellschaft ist eine deutschlandweite wissenschaftliche Vereinigung mit Sitz in Köln. Sie wurde 1922 in Leipzig von Wolfgang Ostwald gegründet. Zweck des Vereins ist die Pflege und Förderung der Kolloidwissenschaft und ihrer wissenschaftlichen und technischen Nachbargebiete und die Zusammenarbeit mit anderen wissenschaftlichen verwandten Gesellschaften. Der Gesellschaft gehören mehrere hundert Wissenschaftler aus den Bereichen Physik, Chemie, Pharmazie und Lebensmittelverfahrenstechnik an.

## Vorsitzende
- 1922–1943: Wolfgang Ostwald, Leipzig
- 1943–1945: Alfred Lottermoser, Dresden, 2. Vorsitzender, geschäftsführend
- 1949–1967: Hans Erbring, Bensberg
- 1967–1987: Armin Weiß, München
- 1987–1991: Heinz Hoffmann (* 1935), Bayreuth
- 1991–1999: Milan Schwuger, Jülich
- 1999–2003: Wolfgang von Rybinski, Düsseldorf
- 2003–2007: Helmuth Möhwald, Golm-Potsdam
- 2007–2011: Hans-Jürgen Butt, Mainz
- 2011–2015: Joachim Venzmer, Essen
- 2015–2019: Walter Richtering, Aachen
- 2019–2024: Michael Gradzielski, Berlin
- seit 2024: Andreas Fery, Dresden

## Vereinsaktivitäten
Zur Förderung der Kolloidforschung werden regelmäßig Tagungen, Workshops und Symposien veranstaltet, verschiedene Wissenschaftspreise und Stipendien verliehen und eine Fachzeitschrift (Colloid and Polymer Science) herausgegeben.

### Ostwald-Preis
Der Ostwald-Preis wird für hervorragende wissenschaftliche Lebensleistungen auf dem Gebiet der reinen oder angewandten Kolloidwissenschaft verliehen.
Preisträger:
- 1961: Otto Kratky, Chemiker, Graz (Österreich)
- 1963: Friedrich Horst Müller, Chemiker, Marburg
- 1965: Ulrich Hofmann, Chemiker, Heidelberg
- 1971: Walter Noll, Chemiker, Leverkusen
- 1973: Günther Rehage (1920–1984), Chemiker, Clausthal-Zellerfeld
- 1975: Bun-ichi-Tamamushi (1898–1983), Chemiker, Tokio (Japan)
- 1979: Ron H. Ottewill (* 1927), Chemiker, Bristol (England)
- 1981: Ervin Wolfram (1923–1985), Chemiker, Budapest (Ungarn)
- 1989: Theodor Overbeek, Chemiker, Utrecht, (Niederlande)
- 1991: Pierre-Gilles de Gennes, Physiker, Paris (Frankreich)
- 1993: Wolfgang Helfrich, Physiker, Berlin
- 1995: Hans Sonntag (1932–1997), Chemiker, Berlin
- 1997: Stig Friberg (* 1932), Chemiker; Potsdam, N. Y. (USA)
- 1998: Gerhard Findenegg, Chemiker, Berlin
- 1999: A. Wilhelm Neumann, Chemiker, Toronto (Kanada)
- 2001: Erich Sackmann, Physiker, München
- 2004: Gerhard Lagaly, Chemiker, Kiel
- 2005: Barry William Ninham, Physiker, Florenz (Italien) / Australien
- 2007: Martien Cohen-Stuart, Chemiker, Wageningen (NL)
- 2009: Helmuth Möhwald, Physiker, Golm-Potsdam (Deutschland)
- 2011: Friedrich Kremer, Physiker, Leipzig
- 2015: Matthias Ballauff, Berlin
- 2017: Reinhard Lipowsky, Potsdam
- 2019: Dominique Langevin, Paris
- 2021: Hans-Jürgen Butt, Mainz
- 2022: Paul Mulvaney, Melbourne
- 2024: Roland R. Netz, Berlin

### Zsigmondy-Stipendium
Benannt nach Richard Zsigmondy, wird dieses Stipendium an jüngere deutsche Naturwissenschaftler vergeben, die auf dem Gebiet der Kolloidforschung arbeiten wollen. Das Stipendium hat eine Höhe von 1.500 Euro (Stand 2011) und wird seit 1961 vergeben.

### Graham-Preis
Benannt nach Thomas Graham, wird dieser Preis für besondere Verdienste um die Kolloidwissenschaft im nationalen und internationalen Rahmen sowie um die internationale Zusammenarbeit im Bereich der Kolloidwissenschaft verliehen.
Preisträger:
- 1926: Wolfgang Ostwald, Zoologe, Leipzig
- 1969: Hans Erbring, Chemiker, Bensberg
- 1975: Hans Wolfgang Kohlschütter, Chemiker, Darmstadt
- 1985: Egon Matijević (* 1922), Chemiker; Potsdam, New York
- 1995: Hans Lyklema (* 1930), Chemiker, Wageningen
- 1997: Armin Weiß, Chemiker, München
- 2001: Milan Schwuger, Chemiker, Jülich
- 2013: Thomas Zemb, Chemiker, Montpellier
- 2019: Michal Borkovec, Genf
- 2022: Peter Schurtenberger, Lund
- 2024: Yeshayahu Talmon, Haifa

### Steinkopff-Preis
Benannt nach Theodor Steinkopff (dem Besitzer des Verlages Theodor Steinkopff), wird dieser Preis verliehen für hervorragende Arbeiten im industriell-technologischen Anwendungsbereich der Kolloid-, Polymer- oder Grenzflächenforschung.
Preisträger:
- 1979: Milan Schwuger, Chemiker, Fa. Henkel KGaA, Düsseldorf
- 1993: Dušan Vučelić (* 1938), Chemiker, Universität Belgrad
- 1996: Dieter Horn (* 1936), Chemiker, BASF, Ludwigshafen
- 1997: Enrico Borgarello, Chemiker, Eniricerche, San Donato
- 2005: Wolfgang von Rybinski, Henkel KGaA Düsseldorf
- 2009: Eckhard Schollmeyer, Chemiker, Krefeld
- 2013: Reinhard Strey, Chemiker, Köln
- 2017: Rainer H. Müller, Freie Universität Berlin
- 2019: Werner Kunz, Regensburg
- 2021: Joachim Venzmer, Essen
- 2022: Gero Decher, Straßburg

### Liesegang-Preis
Benannt nach Raphael Eduard Liesegang, wird dieser Preis verliehen für hervorragende Leistungen auf dem Gebiet der reinen oder angewandten Kolloidwissenschaft.
Preisträger:
- 1998: Helmuth Möhwald, Physiker, Berlin
- 1999: Heinz Rehage, Chemiker, Essen
- 2000: Imre Dékány, Chemiker, Szeged (Ungarn)
- 2001: Michal Borkovec, Chemiker, Genf (Schweiz)
- 2003: Walter Richtering, Chemiker, Aachen
- 2007: Monika Schönhoff, Chemikerin, Münster
- 2009: Michael Gradzielski, Chemiker, Berlin
- 2011: Holger Schönherr, Chemiker, Siegen
- 2013: Werner Goedel, Chemiker, Chemnitz
- 2017: Regine von Klitzing, TU Berlin
- 2019: Tobias Kraus, Universität des Saarlands
- 2021: Rumiana Dimova, Potsdam
- 2022: Helmut Cölfen, Chemiker, Universität Konstanz
- 2024: Katharina Landfester, Mainz

### Springer Posterpreis
Dieser Preis wird vom Springer-Verlag für das beste Poster im Bereich der Kolloidwissenschaft verliehen.

### Laura-R.-Leonard-Preis
Dieser Preis wurde für allgemeine Förderung der Kolloidforschung verliehen. Leonard ist der Geburtsname der Ehefrau des zunächst anonym gebliebenen Stifters Martin H. Fischer, die genaue Identität der Namensgeberin ist allerdings unbekannt. Nach dem Zweiten Weltkrieg wurde dieser Preis nicht mehr vergeben.
Preisträger:
- 1923: Wolfgang Josef Pauli, Mediziner, Wien
- 1923: Richard Zsigmondy, Chemiker, Göttingen
- 1924: Martin H. Fischer, Mediziner, Cincinnati (USA)
- 1925: Henry Siedentopf, Physiker, Jena
- 1926: Hermann Ambronn, Biologe, Jena
- 1927: Alfred Lottermoser, Chemiker, Dresden
- 1928: Herbert Freundlich, Chemiker, Berlin
- 1928: William Bate Hardy (1864–1934), Biologe, Cambridge
- 1929: Raphael Eduard Liesegang, Frankfurt/Main
- 1930: Heinrich Jakob Bechhold, Mediziner, Frankfurt/Main
- 1931: Agnes Pockels, Hausfrau, Braunschweig
- 1932: Peter von Weimarn, Chemiker, Kobe (Japan)
- 1933: Georg Wiegner, Chemiker, Zürich (Schweiz)
- 1935: Arthur Imhausen (Seifenfabrik), Witten
- 1936: Leo Ubbelohde, Chemiker, Charlottenburg
- 1938: Max Samec, Chemiker, Laibach
- 1940: Theodor Steinkopff, Verleger, Dresden
- 1941: Henricus Lüppo Cramer, Chemiker, Jena